# Michałówka (Hrubieszów)
Michałówka – część miasta Hrubieszowa w Polsce położona w województwie lubelskim, w powiecie hrubieszowskim. Leży w południowej części miasta, w okolicy ulicy o nazwie Michałówka.
16 lipca 1930 kolonię Michałówka wyłączono z gminy Dziekanów i włączono do Hrubieszowa.